# Accordo (musica)

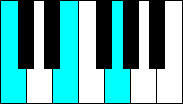
Esempio sul pianoforte: Accordo di do maggiore.

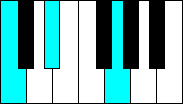
Esempio sul pianoforte: Accordo di do minore.

Nella teoria musicale, un accordo è la simultaneità di tre o più suoni aventi un'altezza definita.
Nel lessico proprio della teoria musicale occidentale si definisce accordo la combinazione di due o più intervalli armonici ordinati per intervalli di terza, e non solo, dove per combinazione (detta anche sovrapposizione) di due intervalli armonici si intende la loro simultaneità ed il fatto di avere in comune la nota di altezza intermedia tra le rimanenti, come ad esempio:
|  |

I suoni che costituiscono un accordo vengono contati una sola volta a prescindere dall'ottava a cui appartengono; ad esempio, i tre accordi mostrati qui di seguito sono accordi di tre suoni essendo composti, a varie altezze, dalle note do, mi e sol:
|  |

Nel primo e nel secondo caso l'unica differenza consiste infatti nell'ottava di appartenenza del suono mi. Si dice che i due accordi in questione hanno la stessa composizione, ma differente disposizione.
La disposizione dei suoni che costituiscono un accordo può essere "a parti strette" (se tutti i suoni che lo compongono rientrano nell'intervallo di un'ottava) oppure "a parti late" (quando tutti i suoni che lo compongono non sono compresi nell'intervallo di ottava; inoltre, in questo caso, l'intervallo di ottava è la distanza maggiore che può intercorrere tra un suono e l'altro).
Nel terzo caso invece i suoni sol e do sono raddoppiati, sono cioè presenti simultaneamente in due differenti ottave. La presenza di raddoppi (e/o soppressioni) è irrilevante per stabilire la densità con la quale un accordo si presenta.

I tre accordi si presentano inoltre in tre differenti posizioni, in quanto il suono più acuto è differente nei tre casi.
Avendo al contrario tutti e tre la stessa nota come suono più grave, essi si presentano nel medesimo stato (in questo caso, lo stato fondamentale). Un accordo formato da tre suoni è detto "triade". Un accordo possiede tanti "rivolti" quante sono le note che lo compongono. Spostando il suono più grave di una triade allo stato fondamentale, all'ottava superiore, si ottiene il primo rivolto. Spostando la nota più acuta di una triade in stato fondamentale, all'ottava inferiore, si ottiene il secondo rivolto.
Questi concetti verranno definiti e chiariti meglio in seguito.

## Storia
Nel Medioevo, negli inni cristiani primitivi veniva utilizzato l'organum (in cui si usavano contemporaneamente intervalli perfetti come quarte, quinte e ottave), così come sequenze di accordi e armonia — un risultato casuale dell'accento posto sulle linee melodiche durante il Medioevo e poi il Rinascimento (dal XV al XVII secolo).
Durante il periodo barocco, nei secoli XVII e XVIII, si iniziò a utilizzare il sistema tonale e l'armonia basata sulle scale maggiori e minori, inclusi sequenze di accordi e sequenze circolari. Fu proprio nell'epoca barocca che venne sviluppato l'accompagnamento delle melodie attraverso gli accordi, come nel basso figurato, e le cadenze familiari (perfette autentiche e così via). Nell'epoca rinascimentale spesso si incontravano suoni dissonanti, simili all'accordo di dominante di settima. Nell'epoca barocca fu introdotto il vero e proprio accordo di settima di dominante, che venne utilizzato sistematicamente nei periodi classico e romantico. Il settimo grado della scala apparve nel periodo barocco e viene usato ancora oggi.
Il periodo romantico, nel XIX secolo, fu caratterizzato da un incremento del cromatismo. I compositori iniziarono a utilizzare le dominanti secondarie nel periodo barocco, e queste divennero comuni nel periodo romantico. Molti generi contemporanei popolari occidentali continuano a basarsi su una semplice armonia diatonica, sebbene non dappertutto: eccezioni notevoli sono le colonne sonore dei film, in cui spesso si utilizza un'armonia cromatica, atonale o post-tonale, e il jazz moderno (specialmente circa 1960), in cui gli accordi possono includere fino a sette note (e talvolta più). Quando si parla di accordi che non sono armonici, ad esempio nella musica atonale, il termine "consonanza" viene spesso utilizzato appositamente per evitare qualsiasi significato tonale della parola "accordo".

## Accordi nell'armonia tonale
Gli accordi basilari dell'armonia tonale si ottengono mediante la combinazione di due o più intervalli armonici di 3ª (maggiore, cioè costituito da due toni o minore, costituito da un tono e un semitono), a partire da uno dei gradi di una tonalità prefissata che viene detto «suono fondamentale» o semplicemente «fondamentale» dell'accordo.
A seconda del numero di note dei quali sono formati, nell'armonia tonale si individuano i seguenti gruppi di accordi basilari:
- 3 voci - Triadi
- 4 voci - Accordi di settima
- 5 voci - Accordi di nona
- 6 voci - Accordi di undicesima
- 7 voci - Accordi di tredicesima

La specie delle terze (maggiore o minore) che compongono un accordo determina il tipo di accordo che esse formano.

### Possibili combinazioni di accordi a tre voci
| Composizione | Composizione        | Nome                                               | Simboli (parziale) |
| 3ª           | 5ª                  | Nome                                               | Simboli (parziale) |
| ------------ | ------------------- | -------------------------------------------------- | ------------------ |
| minore       | diminuita           | triade diminuita (ad esempio Do-Mi♭-Sol♭)          | dim, °             |
| minore       | giusta              | triade minore (ad esempio Do-Mi♭-Sol)              | m, -, Mi, mi       |
| maggiore     | giusta              | triade maggiore (ad esempio Do-Mi-Sol)             |                    |
| maggiore     | eccedente/aumentata | triade eccedente/aumentata (ad esempio Do-Mi-Sol♯) | aug, +             |

### Possibili combinazioni di accordi a quattro voci
| Composizione | Composizione        | Composizione | Nome                                                             | Simboli (parziale) |
| 3ª           | 5ª                  | 7ª           | Nome                                                             | Simboli (parziale) |
| ------------ | ------------------- | ------------ | ---------------------------------------------------------------- | ------------------ |
| minore       | diminuita           | diminuita    | accordo di settima diminuita                                     | 7dim, º7           |
| minore       | diminuita           | minore       | accordo di settima minore con quinta diminuita (o semidiminuito) | −7/5−, m7♭5, ø     |
| minore       | giusta              | minore       | accordo di settima minore                                        | −7, m7             |
| minore       | giusta              | maggiore     | accordo minore con settima maggiore                              | −7+, mmaj7, m7M    |
| maggiore     | giusta              | minore       | accordo di settima dominante                                     | 7                  |
| maggiore     | giusta              | maggiore     | accordo di settima maggiore                                      | 7+, maj7, 7M, Δ    |
| maggiore     | eccedente/aumentata | minore       | accordo di settima dominante con quinta eccedente/aumentata      | aug7               |
| maggiore     | eccedente/aumentata | maggiore     | accordo di settima maggiore con quinta eccedente/aumentata       | maj7#5             |

Gli accordi composti da quattro suoni possono anche essere considerati come triade+basso per cui, ad esempio:

Do7+= Mi−/Do

Re−7 = Fa/Re

Mi−7 = Sol/Mi

Fa7+ = La−/Fa

Sol7 = Siº/Sol

La−7 = Do/La

Si−7/5− = Re−/Si

## Nomenclatura, notazioni, convenzioni
I termini e le definizioni qui introdotte valgono in senso stretto nell'ambito dell'armonia tonale, ma sono validi più in generale anche in altri ambiti, ove tuttavia possono necessitare di qualche adattamento.
- Lettura. Le note di un accordo scritto sul pentagramma vengono per convenzione lette dalla più grave alla più acuta, ovvero dal basso verso l'alto.
- Parti estreme, parti interne. Si definiscono parti estreme di un accordo la nota più acuta e la più grave dell'accordo stesso. La parte estrema inferiore viene detta basso, quella superiore canto. Si definiscono parti interne le note di un accordo che non sono parti estreme.
- Stato fondamentale di un accordo. Un accordo si dice allo stato fondamentale quando la nota assegnata al basso è la fondamentale dell'accordo stesso, secondo la definizione data di accordo.
- Nomi dei suoni di un accordo allo stato fondamentale. Il basso di un accordo allo stato fondamentale, come detto, si identifica con il suono fondamentale, o semplicemente fondamentale dell'accordo. Gli altri suoni prendono il nome dall'intervallo che li separa dal suono fondamentale, ridotto all'intervallo base, come nella tabella:

| Intervallo tra un suono e la fondamentale | Nome del suono |
| ----------------------------------------- | -------------- |
| 8ª, 15ª, ...                              | 8ª             |
| 3ª, 10ª, ...                              | 3ª             |
| 5ª, 12ª, ...                              | 5ª             |
| 7ª, 14ª, ...                              | 7ª             |

In un accordo di settima allo stato fondamentale si potranno dunque avere, oltre alla fondamentale, l'8ª, la 3ª, la 5ª e la 7ª.
- Rivolti di un accordo. Un accordo si dice trovarsi in stato di rivolto quando al basso figura un suono diverso dal suono fondamentale; in particolare se al basso vengono a trovarsi i suoni chiamati 3ª, 5ª, 7ª, ecc. allo stato fondamentale, l'accordo si trova rispettivamente nello stato di 1º, 2º, 3º, ecc. rivolto.
- Nomi dei suoni di un accordo allo stato di rivolto. Qualora un accordo si trovi nello stato di rivolto è possibile chiamare i vari suoni costituenti con l'intervallo che essi formano con il basso stesso, oppure con i numeri ordinali corrispondenti. Tale nomenclatura è utilizzata nella scrittura del basso continuo ovvero numerato. Nell'analisi armonica è talora utile riferirsi al nome che i suoni dell'accordo avrebbero se l'accordo fosse allo stato fondamentale (alcuni antepongono il prefisso ex): ad esempio, nella triade di do maggiore in primo rivolto (mi-sol-do):
  - il mi è chiamato basso, oppure (ex) 3ª
  - il sol è chiamato 3ª, oppure (ex) 5ª
  - il do è chiamato 6ª, oppure (ex) 8ª o (ex) fondamentale

Entrambe queste nomenclature sono fondamentali nello studio dell'armonia.
- Posizioni melodiche. A seconda che al canto (nota più acuta dell'accordo) si trovi l'8ª, la 3ª, la 5ª, la 7ª, ecc. l'accordo si dice trovarsi nella I, II, III, IV, ecc. posizione melodica.

Le posizioni melodiche vengono anche indicate dal numero ordinale corrispondente al suono del canto:
| Posizione melodica | Suono del canto | Numero della posizione |
| ------------------ | --------------- | ---------------------- |
| I                  | 8ª              | 8                      |
| II                 | 3ª              | 3                      |
| III                | 5ª              | 5                      |
| IV                 | 7ª              | 7                      |

I seguenti accordi sono in I, II e III posizione melodica o posizione melodica 8, 3, 5, rispettivamente:
|  |

- Disposizione. Le altezze esatte delle note che compongono un accordo (ovvero le loro reciproche distanze) ne determinano la disposizione. I seguenti due accordi si presentano in due differenti disposizioni, a parità di posizione (posizione 8) e stato (stato fondamentale):

|  |

In genere la disposizione dell'accordo di sinistra è definita lata mentre quella dell'accordo di destra stretta. In quest'ultima, infatti, ad eccezione del basso, le altre parti sono disposte in modo che ad una nota dell'accordo succeda immediatamente la successiva, così da ottenere una struttura molto ravvicinata.
- Densità. Spesso nella scrittura di un accordo si ricorre al raddoppio dei suoni, ovvero la presenza di un suono in diverse ottave, o alla loro soppressione, ovvero assenza.
- Basso reale e fondamentale. Nel basso di un accordo si può trovare sia il suono fondamentale, dal quale si origina l'accordo, sia uno degli altri suoni, avendo così i rivolti dell'accordo stesso. Considerando la successione degli accordi che costituiscono la struttura armonica di un brano musicale, le note presenti nella parte estrema inferiore formano il basso reale della successione armonica. Il basso fondamentale, costituito dalla successione delle fondamentali, coincide con il basso reale solo quando gli accordi che via via si realizzano si trovino allo stato fondamentale.

## Morfologia e sintassi armonica
La composizione, lo stato, la posizione, la disposizione e la densità di un accordo ne determinano la morfologia, ovvero lo individuano e descrivono per come esso si presenta, avulso dai molteplici contesti musicali nei quali può essere rinvenuto.
Di converso un accordo può essere studiato all'interno del proprio contesto in relazione a molteplici fattori che ne determinano in vario modo la morfologia quali:
- la tonalità e la successione armonica nelle quali si trova che ne determinano il tono, il grado, il tipo e, in parte, lo stato
- l'andamento melodico del canto che ne determina la posizione in relazione al tipo e allo stato
- il numero di parti coinvolte nella scrittura e considerazioni di eufonia e buona condotta delle parti che ne determinano la disposizione, la densità e, in parte, lo stato
- le scelte e consuetudini stilistiche e di strumentazione dell'autore che, com'è naturale, influenzano in modo decisivo gli aspetti precedentemente descritti

Tali aspetti ricadono nell'ambito della sintassi armonica che si occupa di studiare le leggi di concatenazione e utilizzo degli accordi, intese non in senso assoluto ma di uno studio storico e soprattutto stilistico oltre che nel contrappunto e della composizione.

Tale studio richiede l'utilizzo di strutture concettuali e notazioni affatto diverse che tengano conto delle prassi compositive, di scrittura ed esecutive del genere di musica oggetto di indagine. Un esempio di questo è fornito dal confronto tra l'impostazione classica nello studio dell'armonia, vicina a quanto mostrato fin qui ed orientata all'analisi della musica scritta, di solito il frutto compiuto del lavoro di un solo compositore e pensata per essere eseguita in modo fedele alle sue prescrizioni, e l'impostazione jazz, orientata all'improvvisazione e volta ad una ben maggiore libertà di destinazione strumentale ed esecutiva in genere.